# نماد ونوس

نماد ونوس

نماد ونوس (ناهید) (به انگلیسی: Venus symbol) (♀) اشاره دارد به:

## در علوم

نماد فمینیسم بر پایهٔ نماد ونوس

- نماد جنس ماده
- نماد فمینیسم
- نماد عنصر مس در شیمی

## اسطوره‌شناسی
- نماد ایزدبانوی ناهید (آناهیتا، زهره، ونوس و آفرودیت)

## ستاره‌شناسی
- نماد سیاره ناهید (زهره)

## سایر کاربردها
- اتصال مادگی در بعضی از اتصالات
- سرویس بهداشتی (دستشویی، توالت، حمام) زنانه